# Kuldscha bioerraria
Kuldscha bioerraria är en fjärilsart som beskrevs av Rudolf Püngeler 1925. Kuldscha bioerraria ingår i släktet Kuldscha och familjen mätare. Inga underarter finns listade i Catalogue of Life.